# (4846) Tutmosis
(4846) Tutmosis es un asteroide que forma parte del cinturón exterior de asteroides y fue descubierto el 24 de septiembre de 1960 por Ingrid van Houten-Groeneveld, Cornelis Johannes van Houten y Tom Gehrels desde el observatorio del Monte Palomar, Estados Unidos.

## Designación y nombre
Tutmosis se designó inicialmente como 6575 P-L.
Más adelante, en 1992, fue nombrado en honor de los cuatro faraones egipcios de ese nombre.

## Características orbitales
Tutmosis está situado a una distancia media de 3,217 ua del Sol, pudiendo alejarse hasta 3,657 ua y acercarse hasta 2,776 ua. Su excentricidad es 0,1369 y la inclinación orbital 5,278 grados. Emplea 2107 días en completar una órbita alrededor del Sol.

## Características físicas
La magnitud absoluta de Tutmosis es 12,8.